# Gláuber (ur. 1981)
Gláuber Vian Corrêa (ur. 9 lutego 1981 w Ilha Solteira) – brazylijski piłkarz występujący na pozycji pomocnika.

## Kariera
Glauber pochodzi z brazylijskiego wybrzeża. Grał w kilku brazylijskich zespołach z niższych lig stanowych. Na początku sezonu 2005/2006 został ściągnięty przez syna właściciela klubu Antoniego Ptaka – Dawida Ptaka do drużyny Pogoni Szczecin. W Pogoni otrzymał nr 18 na koszulce, lecz nie rozegrał w jej barwach żadnego spotkania i rozwiązano z nim kontrakt.